# Pierrefitte-Nestalas
Pierrefitte-Nestalas är en kommun i departementet Hautes-Pyrénées i regionen Occitanien i sydvästra Frankrike. Kommunen ligger i kantonen Argelès-Gazost som tillhör arrondissementet Argelès-Gazost. År 2022 hade Pierrefitte-Nestalas 1 101 invånare.

## Befolkningsutveckling
Antalet invånare i kommunen Pierrefitte-Nestalas
| Referens: INSEE |